# حكومة تايوان
حكومة تايوان هي الحكومة الوطنية لجمهورية تايوان التي تتكون أراضيها حاليًا من تايوان وبنغو وكنمن وماتسو ومجموعات جزر أخرى في «المنطقة الحرة لجمهورية الصين». يحكمها الحزب الديمقراطي التقدمي، ويعد الرئيس رأس الدولة. تتكون الحكومة من الرئاسة وخمسة فروع (يوان): السلطة التنفيذية، والسلطة التشريعية والسلطة القضائية والتفتيش والضبط.

## تاريخ
تأسست حكومة جمهورية الصين في الأصل عام 1912 في نانجينغ وتنقلت عدة مرات من مكان إلى آخر قبل أن تنتقل أخيرًا إلى تايبيه في تايوان عام 1949 بسبب خسائرها العسكرية في الحرب الأهلية الصينية. تاريخياً كان حزب الكومينتانغ يهيمن على الحكومة في ظل نظام دانغ قوه الاستبدادي، لكن الوضع تغير مع تطور تايوان إلى ديمقراطية متعددة الأحزاب.

## الهيكل التنظيمي
تتكون الحكومة رسميًا من الرئاسة وخمسة فروع حكومية على غرار فلسفة صن يات صن السياسية مبادئ الشعب الثلاثة.
|                 |                 |                 |                 | مكتب الرئيس     | مكتب الرئيس     | مكتب الرئيس | مكتب الرئيس | مكتب الرئيس          | مكتب الرئيس          |                      |                      |                      |                      |  |  | الرئيس          | الرئيس          | الرئيس          | الرئيس          | الرئيس          | الرئيس          |  |  |               |               |               |               | مجلس الأمن القومي | مجلس الأمن القومي | مجلس الأمن القومي | مجلس الأمن القومي | مجلس الأمن القومي | مجلس الأمن القومي |             |             |             |             |  |  |
|                 |                 |                 |                 | مكتب الرئيس     | مكتب الرئيس     | مكتب الرئيس | مكتب الرئيس | مكتب الرئيس          | مكتب الرئيس          |                      |                      |                      |                      |  |  | الرئيس          | الرئيس          | الرئيس          | الرئيس          | الرئيس          | الرئيس          |  |  |               |               |               |               | مجلس الأمن القومي | مجلس الأمن القومي | مجلس الأمن القومي | مجلس الأمن القومي | مجلس الأمن القومي | مجلس الأمن القومي |             |             |             |             |  |  |
|                 |                 |                 |                 |                 |                 |             |             |                      |                      |                      |                      |                      |                      |  |  |                 |                 |                 |                 |                 |                 |  |  |               |               |               |               |                   |                   |                   |                   |                   |                   |             |             |             |             |  |  |
|                 |                 |                 |                 |                 |                 |             |             |                      |                      |                      |                      |                      |                      |  |  |                 |                 |                 |                 |                 |                 |  |  |               |               |               |               |                   |                   |                   |                   |                   |                   |             |             |             |             |  |  |
| اليوان التنفيذي | اليوان التنفيذي | اليوان التنفيذي | اليوان التنفيذي | اليوان التنفيذي | اليوان التنفيذي |             |             | مجلس اليوان التشريعي | مجلس اليوان التشريعي | مجلس اليوان التشريعي | مجلس اليوان التشريعي | مجلس اليوان التشريعي | مجلس اليوان التشريعي |  |  | اليوان القضائي ‏ | اليوان القضائي ‏ | اليوان القضائي ‏ | اليوان القضائي ‏ | اليوان القضائي ‏ | اليوان القضائي ‏ |  |  | يوان التفتيش ‏ | يوان التفتيش ‏ | يوان التفتيش ‏ | يوان التفتيش ‏ | يوان التفتيش ‏     | يوان التفتيش ‏     |                   |                   | يوان الضبط ‏       | يوان الضبط ‏       | يوان الضبط ‏ | يوان الضبط ‏ | يوان الضبط ‏ | يوان الضبط ‏ |  |  |

يشبه هذا النظام من الناحية العملية نظام شبه رئاسي ويتمتع برئاسة قوية بشكل فريد، حيث يحق للرئيس تعيين رئيس الحكومة دون موافقة المجلس التشريعي. ومع ذلك يتقاسم الرئيس القيود الموجودة في الأنظمة شبه الرئاسية الأخرى، بما في ذلك عدم وجود حق نقض قوي وعدم وجود سيطرة مباشرة على معظم السياسات الإدارية.
| الفئة                  | الاسم                    | بالصينىة     | الدور                        |
| ---------------------- | ------------------------ | ------------ | ---------------------------- |
| الرئاسة                | الرئيس                   | 總統         | رئيس الدولة، تنفيذي          |
| الرئاسة                | نائب الرئيس              | 副總統       |                              |
| الرئاسة                | مكتب الرئيس              | 總統府       | استشاري وإداري وكالات للرئيس |
| الرئاسة                | مجلس الأمن الوطني        | 國家安全會議 | استشاري وإداري وكالات للرئيس |
| الفروع الحكومية الخمسة | اليوان (السلطة) التنفيذي | 行政院       | تنفيذي، مجلس الوزراء         |
| الفروع الحكومية الخمسة | مجلس اليوان التشريعي     | 立法院       | الهيئة التشريعية والبرلمان   |
| الفروع الحكومية الخمسة | اليوان (السلطة) القضائي  | 司法院       | القضاء والمحكمة الدستورية    |
| الفروع الحكومية الخمسة | يوان التفتيش             | 考試院       | لجنة الخدمة المدنية          |
| الفروع الحكومية الخمسة | يوان الضبط               | 監察院       | تدقيق أداء الحكومة           |

## الرئاسة

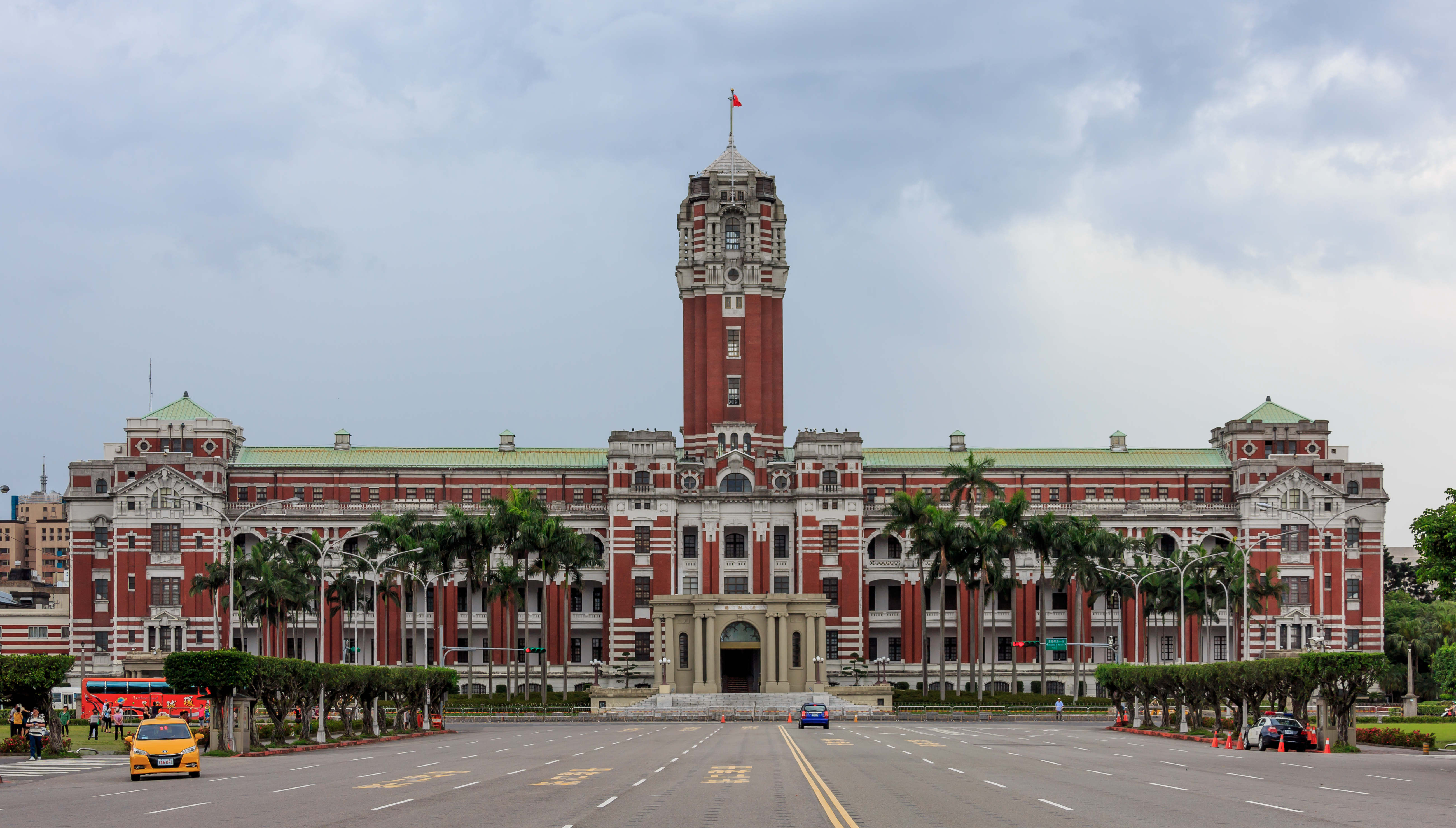
مبنى المكتب الرئاسي

تتكون قيادة الدولة من كبار المسؤولين اللذين يتم انتخابهما بشكل مباشر ومشترك من قبل مواطني جمهورية الصين المقيمين في منطقة تايوان.
- رئيس جمهورية تايوان
- نائب رئيس جمهورية تايوان

## اليوان التنفيذي

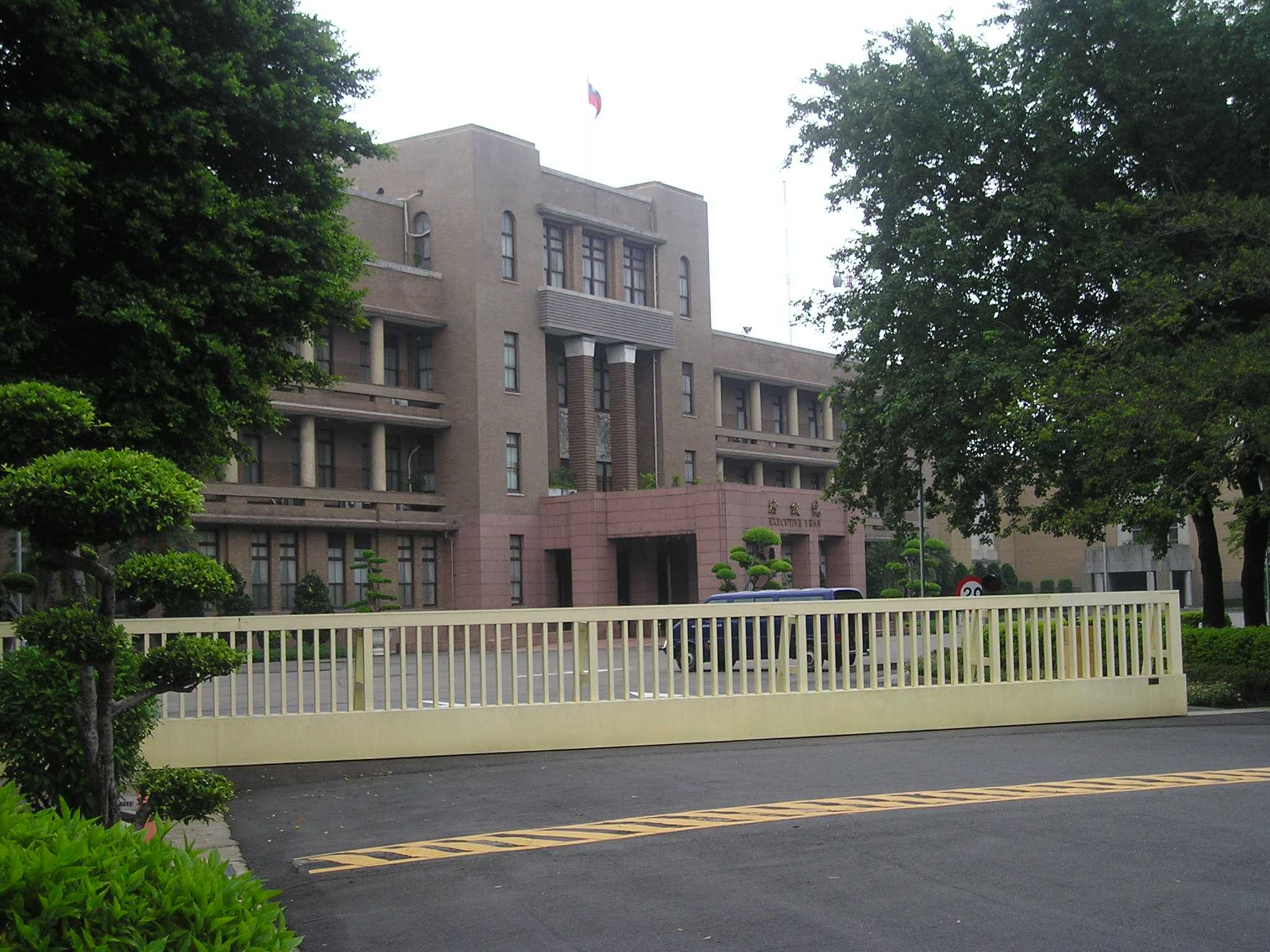
اليوان التنفيذي

يرأس اليوان التنفيذي أو السلطة التنفيذية رئيس الوزراء. ومع ذلك فإن النظام السياسي لجمهورية تايوان لا يتناسب مع النماذج التقليدية. يتم اختيار رئيس الوزراء من قبل الرئيس دون الحاجة إلى موافقة الهيئة التشريعية، ولكن يمكن للسلطة التشريعية تمرير القوانين دون اعتبار للرئيس، حيث لا يمتلك الرئيس ولا رئيس الوزراء حق النقض. وبالتالي ليس هناك حافز كبير للرئيس والمجلس التشريعي للتفاوض بشأن التشريع إذا كانا من أحزاب متعارضة.

## اليوان التشريعي

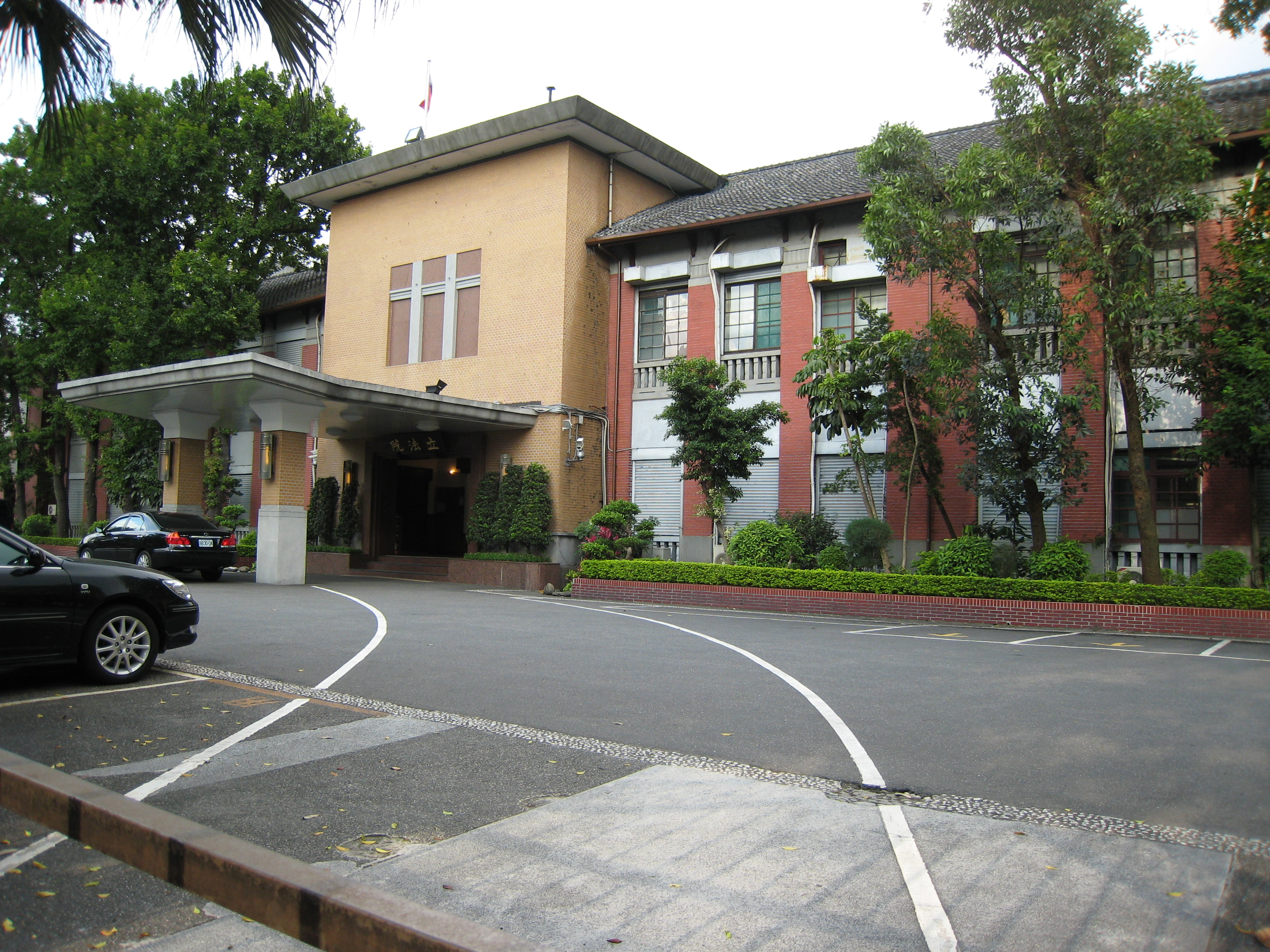
التشريعي يوان

الهيئة التشريعية الرئيسية هي برلمان تشريعي يوان يضم مائة وثلاثة عشر مقعدًا. يتم انتخاب ثلاثة وسبعين في دوائر ذات عضو واحد؛ فيما يتم انتخاب أربعة وثلاثين مقعدًا على أساس نسبة الأصوات الوطنية التي حصلت عليها الأحزاب السياسية المشاركة، وستة مقاعد مخصصة لتمثيل مجموعات السكان الأصليين. يخدم الأعضاء لمدة أربع سنوات. على الرغم من الإشارة إليه أحيانًا باسم «البرلمان»، فإن اليوان التشريعي، وفقًا لنظرية صن السياسية، هو فرع من فروع الحكومة.

## اليوان القضائي

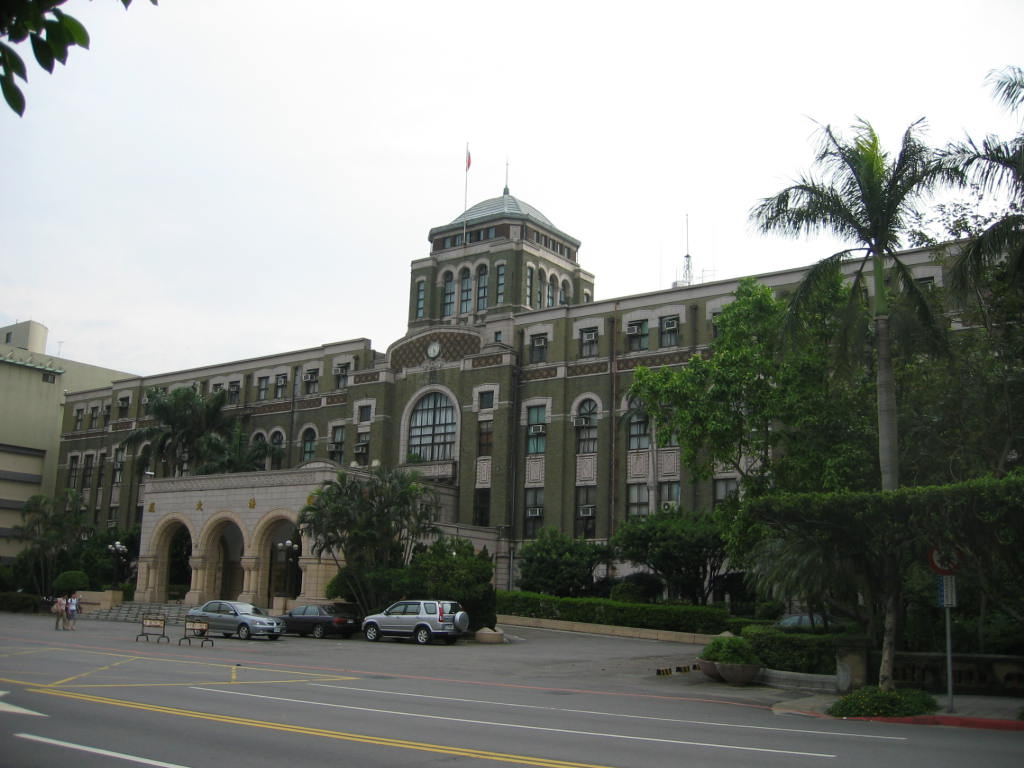
يوان القضائي

يعد اليوان القضائي أو السلطة القضائية أعلى سلطة قضائية في جمهورية تايوان. يشكل رئيس ونائب رئيس اليوان القضائي وخمسة عشر قاضيًا مجلس القضاة الكبار. يتم ترشيحهم وتعيينهم من قبل رئيس الجمهورية بموافقة المجلس التشريعي.

## يوان التنفتيش

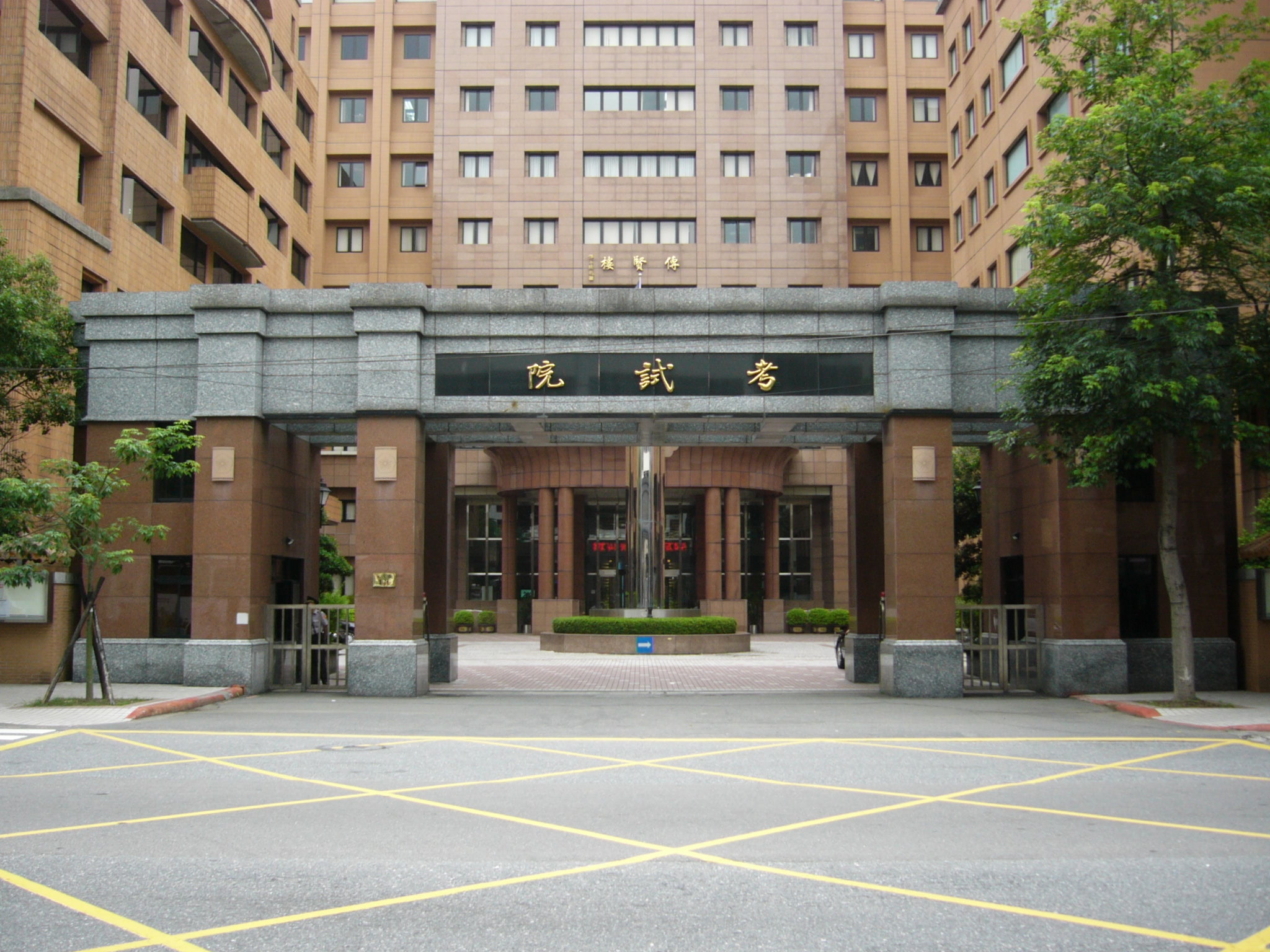
فحص يوان

تعد يوان التفتيش أو سلطة التفتيش المسؤول عن التحقق من صحة مؤهلات موظفي الخدمة المدنية في جمهورية تايوان.

## يوان الضبط

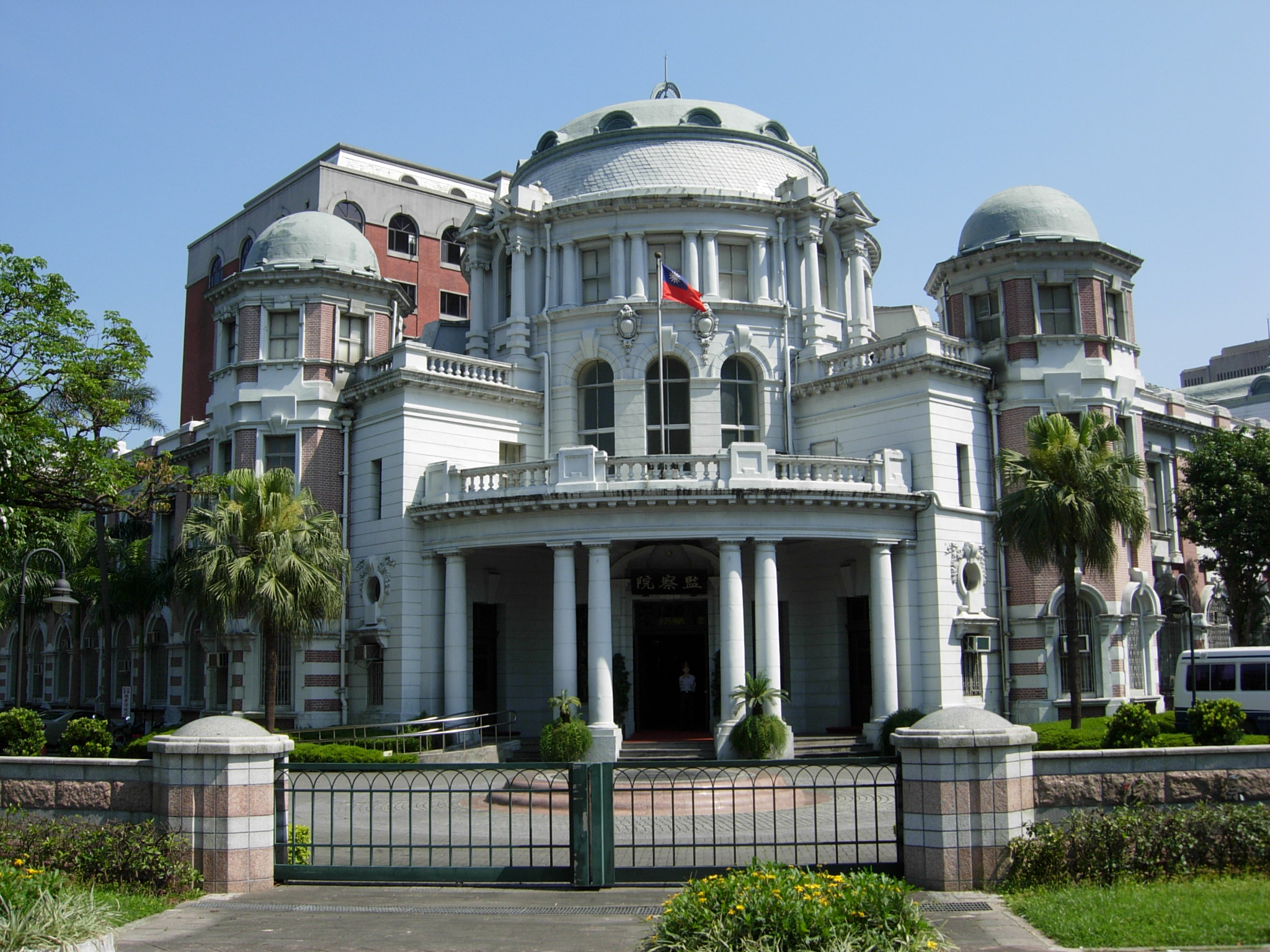
سلطة الضبط في اليوان

استنادًا إلى الرقابة الصينية التقليدية، فإن يوان الضبط أو سلطة الضبط هي وكالة تحقيق تراقب الفروع الأخرى للحكومة. يمكن مقارنتها بمحكمة مدققي حسابات الاتحاد الأوروبي أو مكتب محاسبة الحكومة للولايات المتحدة أو ديوان المظالم السياسي أو لجنة دائمة للتحقيق الإداري.

## وصلات خارجية
- الموقع الرسمي